# 镇江市第三人民医院
镇江市第三人民医院，是中国江苏省的一所三级乙等医院，位于京口区桃花坞路十区八号。

## 规模
镇江市第三人民医院总床位308张，日门诊量309人次。